# Ruta IO76 (Lima)
La ruta IO76 o "la VG" fue una ruta de transporte público del área metropolitana de Lima, que conecta los distritos de Ventanilla y La Victoria. El trayecto de esta ruta constaba de 101 o 102 paradas dependiendo de la dirección y duraba aproximadamente 1 hora y 50 minutos.
Sería Eliminada el 16 de Abril por la ATU en el Plan de Regulador de Rutas (PRR).

## Características
Esta ruta de transporte público estaba operada por la Corporación Aleluya S.A.C, pasando por los distritos de Lima y Callao.

## Trayecto
Los autobuses de la ruta IO76 comienzaban a operar a las 5:00 a.m. y terminaban a las 10:00 p.m. por los distritos de Ventanilla, Mi Perú, Callao, Bellavista, San Miguel, Pueblo Libre, San Isidro, Lince, Jesús María, Lima y La Victoria en las provincias de Lima y Callao; pasaba por importantes lugares como la Refinería La Pampilla, Grupo N° 8 de la FAP, la sede del Gobierno Regional del Callao, Aeropuerto Internacional Jorge Chávez, Plaza San Miguel, Parque Próceres de la Independencia, Hospital Nacional Edgardo Rebagliati Martins, Campo de Marte, Óvalo Jorge Chávez, Emporio Comercial Gamarra y el Parque Canépa.
Aunque si pasa sbaobre el carril del Metropolitano, este no se conectaba con ninguna estación ni tampoco con la Línea 1 del Metro de Lima.

### Terminales
Su terminal de ida era en Alta Ventanilla, luego se trasladaron en Pachacutec, pero antes de la eliminación de la ruta, esta no tenía ninguna terminal ni tampoco una de vuelta.

### Recorrido
| Dirección               | Avenidas y calles |
| ----------------------- | --- |
| Ida Hacia La Victoria   | C. Los Sauses - C. Los Cerezos - C. Las Magnolias - C. Villa de los Reyes - C. Bolognesi - C. Las Américas - Av. 3 - C. Grau - Av. Bolivia - Psje. Emaús - Av. 200 - Av. Los Químicos - Av. Néstor Gambetta - Av. Víctor Raúl Haya de la Torre - Av. Néstor Gambetta - Av. Elmer Faucett - Av. La Marina - Av. Faustino Sánchez Carrión - Av. Gregorio Escobedo - Jr. Huiracocha - Av. San Felipe - Av. Gral Salaverry - Av. 28 de Julio - Av. Jaime Bausate y Meza - Av. Parinacochas - Av. Isabel la Católica                                        |
| Vuelta Hacia Ventanilla | Av. Isabel La Católica - Av. Parinacochas - Av. 28 de Julio - Av. Gral. Salaverry - Av. San Felipe - Jr. Huáscar - Jr. Giuseppe Garibaldi - Av. Giuseppe Garibaldi - Av. Faustino Sánchez Carrión - Av. La Marina - Av. Elmer Faucett - Av. Néstor Gambetta - Av. Víctor Raúl Haya de la Torre - Av. Cuzco - Av. Ayacucho - Av. Tumbes - Av. Néstor Gambetta - Av. Los Químicos - Av. 200 - Psje. Emaús - Av. Bolivia - C. Grau - Av. 3 - Av. 11 de Octubre - C. Bolognesi - C. Villa de los Reyes - C. Las Magnolias - C. Los Cerezos - C. Los Sauses |

Algunas unidades se quedaban hasta Plaza San Miguel o hasta el Cruce de Pershing y Salaverry.